# José Ángel Sarrapio
Sarrapio  Borboja est un nom espagnol. Le premier nom de famille, en général paternel, est Sarrapio ; le second, en général maternel, souvent omis, est Borboja.
José Ángel Sarrapio Borboja est né le 21 février 1959 à Arenas de Cabrales (Asturies). C'est un coureur cycliste espagnol des années 1980 - 1990, professionnel de 1984 à 1992.

## Biographie
Il remporte neuf victoires dont une étape sur le Tour d'Espagne 1985 et l'étape Nantes-Futuroscope du Tour de France 1986.
Sarrapio était un spécialiste des longues échappées. Il fut le grand animateur du Milan-San Remo 1985, où il resta plus de 200 km en tête de la course, avec le Belge Van der Kopp. Son premier succès d'envergure, il l'obtint, à l'issue d'un long raid solitaire de 167 km, lors du Tour d'Espagne 1985. Quinze jours plus tard, il remportait chez lui dans les Asturies, le Tour des vallées minières. 
En 1986, lors de la 10e étape du Tour de France, il s'échappe au 60e km puis accepte la compagnie du Français Jean-Claude Bagot. Sarrapio simulant une grande fatigue refusa à son compagnon, tout relais dans les vingt derniers kilomètres. Bagot, obnubilé par la victoire d'étape et un rapproché au classement général, se fait battre au sprint.
Sa carrière professionnelle se termina avec l'arrêt à mi-saison de sa dernière équipe, Wigarma.

## Équipes
- Professionnelles [2] :
  - 1984 :  Teka
  - 1985 :  Teka
  - 1986 :  Teka
  - 1987 :  Teka
  - 1988 :  Teka
  - 1989 :  Teka
  - 1990 :  Kelme - Ibexpress
  - 1991 :  Wigarma - JM Catering
  - 1992 :  Wigarma - Codeinta - Hotel del Fraile

## Palmarès
- Tour de France
  - 1 victoire d'étape en 1986.
- Tour d'Espagne
  - 1 victoire d'étape en 1985.
- Tour des vallées minières
  - 1er au classement général et 1 victoire d'étape en 1985[3].
- Victoire d'étapes
  - Tour d'Aragon : 1 victoire d'étape en 1988.
  - Trophée Joaquim Agostinho : 1 victoire d'étape en 1987.

## Résultats sur lesgrands tours

### Tour de France
2 participations.
- 1986 : abandon lors de la 13e étape et victoire dans la 10e étape.
- 1990 : 135e du classement général.

### Tour d'Espagne
7 participations.
- 1985 : 62e du classement général et victoire dans la 13e étape.
- 1986 : 99e du classement général.
- 1987 : abandon lors de la 19e étape.
- 1988 : abandon lors de la 19e étape.
- 1990 : 94e du classement général.
- 1991 : hors-délai lors de la 13e étape.
- 1992 : abandon lors de la 20e étape.

### Tour d'Italie
Aucune participation.